# The Asset
"The Asset" ("A Carga", no Brasil) é o terceiro episódio da primeira temporada da série de televisão norte-americana Agents of S.H.I.E.L.D., baseada na organização S.H.I.E.L.D. (Superintendência Humana de Intervenção, Espionagem, Logística e Dissuassão, sigla em português) criada pela Marvel Comics. O episódio gira em torno do personagem Phil Coulson e sua equipe de agentes da S.H.I.E.L.D. enquanto investigam o sequestro do Dr. Franklin Hall. Está situado no Universo Cinematográfico Marvel (UCM), compartilhando a continuidade com os filmes e as demais séries de televisão da franquia. O episódio foi escrito por Jed Whedon e Maurissa Tancharoen, e dirigido por Milan Cheylov.
Clark Gregg reprisa seu papel como Coulson da série de filmes, e é acompanhado pelo elenco regular da série, composto por Ming-Na Wen, Brett Dalton, Chloe Bennet, Iain De Caestecker e Elizabeth Henstridge. O episódio adapta o personagem de Franklin Hall dos quadrinhos, retratado pela estrela convidada Ian Hart, e apresenta sua tecnologia gravitacional baseada no elemento fictício gravitônio, cujo efeito visual foi desenvolvido pela FuseFX. O episódio também apresenta David Conrad como o vilão recorrente Ian Quinn, com seu próprio tema musical vilanesco; uma variação deste tema é tocada em instrumentos étnicos para enriquecer a ambientação de Malta no episódio.
"The Asset" foi exibido originalmente na rede ABC em 8 de outubro de 2013 e foi assistido por 12,01 milhões de telespectadores no período de uma semana após sua primeira transmissão, segundo os dados da Nielsen Media Research. O episódio recebeu críticas principalmente positivas, com a introdução de Ian Hart como Hall sendo amplamente elogiada, mas com o desenvolvimento do elenco principal parecendo ser insuficiente.

## Enredo
Enquanto transportam uma 'carga' entre duas instalações secretas, um comboio da S.H.I.E.L.D. é atacado por uma força aparentemente invisível, com os veículos sendo arremessados violentamente no ar. Os soldados invadem os transportes destruídos e encontram a carga, o Dr. Franklin Hall. A bordo do Ônibus, a base aérea da S.H.I.E.L.D. do agente Phil Coulson e sua equipe, o agente Grant Ward está tentando supervisionar o treinamento da desocupada recruta civil Skye. Recebendo informações sobre o sequestro de Hall, Coulson e sua equipe investigam os destroços do comboio. Os agentes Leo Fitz e Jemma Simmons descobrem um dispositivo, alimentado pelo raro elemento gravitônio, que é capaz de alterar campos de gravidade. A equipe localiza o antigo proprietário de uma escavadeira utilizada pelos soldados no ataque e rastreiam as barras de ouro que ele recebeu como pagamento de Ian Quinn, um rico industrialista/filantropo.
Quinn realiza um anúncio de um grande depósito de gravitônio em sua posse, na sua mansão em Malta, onde a S.H.I.E.L.D. não possui jurisdição. Skye usa seus antecedentes hacktivistas para conseguir um ingresso para entrar no evento do anúncio e desabilita as defesas externas de Quinn. Coulson e Ward se esgueiram pela mansão de Quinn, onde encontram Hall livre e bem, e trabalhando em um grande gerador de gravitônio que permitiria que Quinn controlasse a gravidade do mundo. Hall revela que ele estava trabalhando com Quinn o tempo todo, os dois haviam frequentado a faculdade juntos onde eles tinham projetado o primeiro gerador. No entanto, Hall percebeu que não podia permitir que ninguém ganhasse o controle do poder do gerador, e então planeja deixá-lo se autodestruir juntamente com a mansão de Quinn. Como isso mataria milhares de pessoas inocentes na ilha, Coulson deixa Hall cair dentro do gravitônio que catalisa uma anti-reação para desligar a máquina, e aparentemente matando Hall no processo.
Quinn escapa da custódia da S.H.I.E.L.D. ao mesmo tempo em que toma posse do gravitônio. Skye encontra a motivação para se comprometer com seu treinamento, e a agente Melinda May, que antes evitava as operações de combate depois de se aposentar, decidiu que ela preferiria estar totalmente empenhada em assistir indevidamente ao Ônibus. Em uma cena pós-crédito, é revelado que Hall ainda está vivo dentro do gravitônio, selado em um cofre não marcado pela S.H.I.E.L.D.

## Produção

### Desenvolvimento e escolha do elenco
Em setembro de 2013, a Marvel revelou que o título do terceiro episódio seria "The Asset" e que seria escrito pelos produtores executivos Jed Whedon e Maurissa Tancharoen, com direção de Milão Cheylov. Os elenco principal é composto por Clark Gregg, Ming-Na Wen, Brett Dalton, Chloe Bennet, Iain De Caestecker e Elizabeth Henstridge, que estrelam respectivamente como Phil Coulson, Melinda May, Grant Ward, Skye, Leo Fitz e Jemma Simmons. O elenco convidado do episódio incluiu David Conrad como Ian Quinn e Ian Hart como Franklin Hall.
Falando sobre trazer o personagem de Franklin Hall dos quadrinhos para a série, o produtor executivo Jeffrey Bell disse que os roteiristas haviam examinado os quadrinhos para um personagem que pudesse preencher o papel do episódio e sentiram que Hall tinha uma história interessante. Posteriormente, as mudanças foram feitas para se adequar ao personagem da história em quadrinhos no papel existente para a série, e ele finalmente surge em um papel com uma história de origem e não como o supervilão completamente formado dos quadrinhos. Como uma dica sobre o seu potencial para se tornar o vilão "Graviton" no futuro, a série mudou seus interesses científicos originais do transporte de matéria para o estudo do "gravitônio", uma substância criada para o episódio. O final do episódio, que mostra Hall caindo no gravitônio, indica que é dessa forma que ele adquire suas habilidades de Graviton na série.

### Efeitos visuais
Os efeitos visuais para o episódio foram produzidos pela FuseFX. Para os efeitos de disparos envolvendo a substância do gravitônio, o supervisor de efeitos visuais Kevin Lingenfelser explicou que foram divididos em duas categorias: tiros onde o gravitônio é "neutro" ou "como bola", que foram animados para fazer o elemento agir como um fluido; e tiros mais agressivos onde o gravitônio enrola o Hall, que imitava os efeitos da gravidade enquanto Hall estava sendo sugado, com "movimento mais sensível e deliberado" animado em torno disso. Para a sequência de abertura, a equipe de efeitos substituiu completamente os veículos da S.H.I.E.L.D. por modelos gerados por computador de modo a descrevê-los desafiando a gravidade e sendo destruídos.

### Música
Para "The Asset", o compositor Bear McCreary escreveu um tema para Ian Quinn. Uma versão "agitada e enérgica" foi realizada em um bouzouki pelo guitarrista Ed Trybek para evocar a música de Malta, enquanto uma versão orquestral simplificada é usada como o tema principal de Quinn. McCreary afirmou "não usá-lo demais, mas que conta quando faz. Quando ele luta com Skye nos corredores e avança ameaçadoramente, as cordas baixas e os ventos nas madeiras se aproximam desse tema ressaltando o quão perigoso ele é".

## Lançamento

### Transmissão
"The Asset" foi exibido originalmente nos Estados Unidos na rede ABC em 8 de outubro de 2013. A transmissão americana ocorreu simultaneamente com a canadense pela CTV, enquanto a primeira exibição do episódio no Reino Unido aconteceu no Channel 4 em 11 de outubro de 2013. Na Austrália, o episódio estreou pela Seven Network em 9 de outubro de 2013.

### Home media
O episódio, juntamente com os demais da primeira temporada de Agents of S.H.I.E.L.D., foi lançado em DVD e Blu-ray em 9 de setembro de 2014. Os recursos de bônus incluem vídeos especiais gravados nos bastidores, comentários de áudio, cenas excluídas entre outros. O conteúdo foi lançado na Região 2 em 20 de outubro e na Região 4 em 11 de novembro de 2014. Em 20 de novembro de 2014, o episódio ficou disponível para transmissão no Netflix.

## Recepção

### Audiência
Nos Estados Unidos, o episódio recebeu um índice de 2.9/9 porcento de adultos entre as idades de 18 e 49, o que significa que foi visto por 2.9 porcento de todas as residências familiares e 9 porcento de todos que estavam vendo televisão no momento da transmissão. Foi assistido por 7,87 milhões de telespectadores. A transmissão canadense ganhou 1,91 milhões de telespectadores, o segundo mais alto desse dia e o sétimo maior da semana. A estreia no Reino Unido teve 2,37 milhões de telespectadores e na Austrália, a estreia ganhou 1.9 milhões de telespectadores, incluindo 0.9 milhões de telespectadores que gravaram o show. Dentro de uma semana após o lançamento, o episódio foi assistido por 12,01 milhões de telespectadores dos Estados Unidos, número acima da média da temporada que ficou em 8.31.

### Resposta da crítica
Eric Goldman da IGN avaliou o episódio com 7,7 em 10, elogiando o enredo e a introdução de Hall/Graviton, mas criticando a grande quantidade de humor e referências ao UCM. David Sims do The A.V. Club deu um 'B' para o episódio, chamando-o de "o primeiro episódio para mostrar algum potencial de originalidade ao virar da esquina". Ele elogiou o desenvolvimento dos personagens, especificamente para Coulson e Skye, e a introdução de Hall/Graviton, mas criticou Quinn como "apenas um passo acima de um vilão genérico de Miami Vice e cujos motivos não seriam absolutamente interessantes se eles fossem esclarecidos". Ele também achou Dalton ser "o mais recente em uma linha de maçantes do Whedon que possuem apenas um vislumbre de personalidade". Graeme Virtue, escrevendo para o The Guardian, sentiu que "se Agents of S.H.I.E.L.D. não estiver remando o seu barco até agora, a brisa deste episódio provavelmente não fez muito para isso mudar de ideia. Se você não estiver com humor, o descontentamento infinito pode parecer cansativo, mas pelo menos houve algum desenvolvimento incremental de personagens". Ele elogiou especialmente a introdução de Hall/Graviton e sentiu que o desempenho de Hart como o personagem cobriu o cameo de Samuel L. Jackson no episódio anterior.
Dan Casey do Nerdist declarou que o ditado "a terceira vez é o encanto" se aplicou a este episódio, notando que "ao invés de tentar descobrir onde ele se encaixa no maior universo na tela da Marvel, o S.H.I.E.L.D. está concentrando sua energia no desenvolvimento de agentes epônimos e nos deu mais histórias de origem", e embora ele tenha sentido que "o show ainda precisa descobrir o seu equilíbrio entre seriedade e humor ", ele concluiu que "a série continua melhorando". James Hunt do Den of Geek disse que "existe um sentimento distinto de pisar a água", dizendo que o enredo do episódio era "justo para os números de um show que deveria ser sobre o fantástico", e ele ficou desapontado com a "aparição da não aparição de Graviton", referindo-se à falta do alter ego das histórias em quadrinhos do Hall. Marc Bernardin do The Hollywood Reporter elogiou a sequência de abertura do episódio, mas criticou a personagem Skye e o foco que o episódio colocou sobre ela ao invés do Coulson. Ele também falou desfavoravelmente do personagem Quinn, observando que Hall provavelmente retornaria como um vilão no futuro, mas "até então, S.H.I.E.L.D. precisa subir o jogo dos adversários". Jim Steranko, conhecido pelo seu trabalho em Nick Fury, Agent of S.H.I.E..D., declarou que "as reviravoltas e as batidas do enredo, tornam-se um pouco embaraçoso quando os comerciais são mais atraentes do que o show".